# Herrnwies (Haibach)
Herrnwies ist ein Ortsteil der Gemeinde Haibach im niederbayerischen Landkreis Straubing-Bogen in der Gemarkung Haibach.
Die Einöde liegt etwa siebenhundert Meter südlich des Ortskerns von Haibach auf einem Geländesattel östlich des Hofbergs nahe der Kreisstraße SR 41. Der Ort hat den Gemeindeteilschlüssel 023 und gehört seit der Gemeindegründung zu Haibach.
Der Ort ist leicht zu verwechseln mit dem gleichnamigen Ortsteil, der ebenfalls in der Gemeinde Haibach, aber in der Gemarkung Elisabethszell, liegt und 1978 durch Eingemeindung zur Gemeinde Haibach kam.